# 1-甲基-1,2,3,4,5-五苯基硅唑
1-甲基-1,2,3,4,5-五苯基硅唑是一种有机化合物，化学式为C35H28Si，它具有聚集诱导发光性质。它可由二苯乙炔和金属锂在四氢呋喃中反应，再与苯基甲基二氯硅烷反应制得。